# Satoshi Tajiri
Satoshi Tajiri (jap. 田尻智 Tajiri Satoshi; ur. 28 sierpnia 1965) – projektant gier, twórca serii gier Pokémon.

## Życiorys
Jako dziecko, Satoshi żył w dzielnicy Tokio i uwielbiał kolekcjonować owady, które wyszukiwał w mieście. Urządzał pojedynki pomiędzy zebranymi owadami, które nazywał. Był nazywany Dr. Bug („Dr. Robal”).
Tajiri nie lubił szkoły. Jego ojciec chciał, żeby został elektrykiem, ale on sam nie był zainteresowany. Pod koniec lat 70. pola i stawy, na których Satoshi poszukiwał owadów, zostały przygotowane pod budowę bloków mieszkalnych i parkingów.
Praktycznie cały czas w technikum przeznaczał na gry konsolowe. Był fanem gry Space Invaders, w którą chętnie grał w domu.

## Kariera
Nie ukończył technikum, więc miał problemy ze znalezieniem pracy.
W 1982 Tajiri i jego przyjaciele z czasopisma o grach Game Freak wpadli na pomysł utworzenia gry opartej na zabawach Tajiriego z dzieciństwa. Jeden z jego niecodziennych przyjaciół Ken Sugimori rysował obrazy przedstawiające Pokémony. We wczesnych latach 80. utworzył i opublikował jego pierwszą grę – Quinty dla Sega po wygraniu konkursu sponsorowanego przez Sega wymagającego utworzenie gry wideo, a koncern Sega musiał wręczyć wysoką nagrodę. W 1991 roku Satoshi odkrył Game Boya. Gdy najpierw zobaczył Link Cables, wyobraził sobie, jak owady skradały się wzdłuż nich, i pomysł na odrodzenie Pokémonów. Gra była początkowo finansowana i koncepcja pracy dla innego studia projektowania gier Creatures Tajiri nazwał swoją firmę deweloperską Game Freak, od nazwy czasopisma, stąd wciąż nazwa może być zobaczona na wstępie gier Pokémon.

## Pokémon
Tajiri rozpoczął sześcioletnią pracę nad grą Pokémon dla firmy Nintendo. Szefom Nintendo nie do końca przypadł do gustu dziwny i kontrowersyjny projekt nieznanego dotąd praktycznie nikomu Tajiriego. W fazie produkcyjnej, Satoshi postanowił, że sam zostanie bohaterem gry. Tak więc główny trener został ochrzczony imieniem i nazwiskiem „Satoshi Tajiri”, a jego rywal – wnuk wielkiego speca w dziedzinie Pokémonów nazwany został „Shigeru Ookido”.
Utworzył cztery pierwsze gry Pokémon, czyli Pokémon Green, Pokémon Red, Pokémon Blue i Pokémon Yellow.